# Gianni Fardin
Gianni Fardin (Mirano, 12 dicembre 1945) è un politico italiano.

## Biografia
Esponente del Partito Socialista Italiano, viene eletto al Senato nel 1994 coi Progressisti in Veneto. Dopo lo scioglimento del PSI, aderisce alla Federazione Laburista e successivamente ai Democratici di Sinistra.
Nel 1998 viene eletto sindaco di Mirano, venendo confermato anche per il mandato successivo. Dal 2007 aderisce al Partito Democratico.